# Veterinärdienst

Taktisches Zeichen für den Veterinärdienst

Der Veterinärdienst (VetDi) ist ein Fachdienst im Zivil- und Katastrophenschutz.

## Zweck
Der Veterinärdienst dient der Bewältigung von Großschadenslagen im Veterinärbereich. Er verhindert, vermindert und beseitigt Schäden, die bei Katastrophen an Tieren, Lebensmitteln tierischer Herkunft, Futtermitteln und Tränkwasser auftreten. Er wirkt bei der Bergung, der Dekontamination, dem Transport, bei der Tötung und der Tierkörperbeseitigung mit. Ferner unterstützt der Veterinärdienst die Veterinärbehörden bei der Bekämpfung von anzeigepflichtigen Tierseuchen.

## Aufbau
Der Veterinärdienst wird typischerweise durch sogenannte Veterinärzüge gestellt:

### Veterinärzug nach Maßgabe des Bundes
Der Veterinärzug bestand gemäß STAN-Nr. 071 aus 16 Einsatzkräften und war in zwei Gruppen und den Zugtrupp gegliedert:
- Zugtrupp mit folgenden Funktionen (den Zugtruppkraftwagen und ein Krad besetzend):
  - 1 Zugführer/Tierarzt,
  - 1 Veterinärhelfer,
  - 1 Kradfahrer/Melder,
  - 1 Kraftfahrer/Sprechfunker.[1]

- Schlacht- und Untersuchungsgruppe mit folgenden Funktionen (einen Lastkraftwagen und den Fleischtransportwagen 3 m³, kurz FTW, besetzend):
  - 1 Gruppenführer/Schlachter,
  - 1 Truppführer/Fleischbeschauer,
  - 2 Veterinärhelfer (darunter ein weiterer Schlachter),
  - 2 Kraftfahrer/Schlachter.[1]

- Tier-Dekon- und Transport-Gruppe mit folgenden Funktionen (den Tankwagen für 3000 Liter Trinkwasser und den Tiertransportwagen, kurz TTW, besetzend):
  - 1 Gruppenführer,
  - 1 Truppführer,
  - 2 Veterinärhelfer,
  - 2 Kraftfahrer.[1]

Unter dem obigen Personal mussten der Tierarzt und die Einsatzkräfte der Tier-Dekontaminations- und Transport-Gruppe als ABC-Helfer qualifiziert sein.
Diese Regelungen verloren mit dem Inkrafttreten des Gesetzes zur Neuordnung des Zivilschutzes (ZSNeuOG) am 25. März 1997 ihre Gültigkeit. Die meisten Veterinärzüge (mit Ausnahmen der unten aufgeführten) wurden daraufhin aufgelöst.

### Veterinärzug nach Maßgabe Baden-Württembergs
Die aktuellen Veterinärzüge in Baden-Württemberg sind wie folgt gegliedert:
- 1 Zugführer (Tierarzt)
- 1 stellvertretender Zugführer (Tierarzt)
- 18 Helfer

Es wird ein Lastkraftwagen besetzt.
Heute existieren lediglich in Baden-Württemberg noch drei Veterinärzüge als Regieeinheiten. Diese sind in Freiburg, Schwäbisch Hall und Ravensburg stationiert. Unterhalten und betreut werden die Veterinärzüge von den jeweiligen Landkreisen als untere Katastrophenschutzbehörde. Die Aufgaben der Veterinärzüge sind in der VwV KatSD beschrieben.

### Veterinärzug nach Maßgabe des Saarlands
Auch im Saarland existiert ein landesweit einsetzbarer Veterinärzug. Er wird als Regieeinheit des Landkreises St. Wendel geführt. Er bildet insofern das Rückgrat des Fachdienstes V.